# Shohachi Ishii

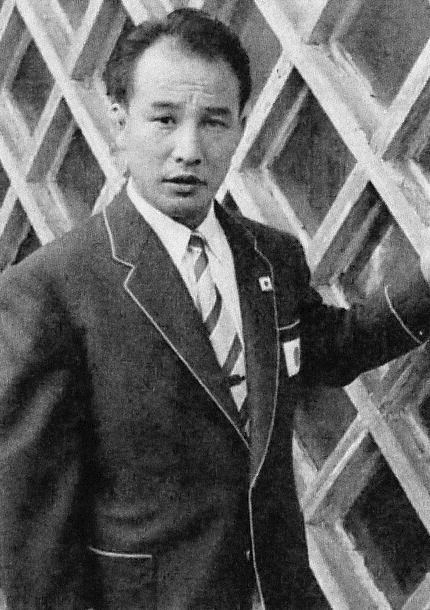
Imagem do Lutador Japonês Shohachi Ishii.

Shohachi Ishii (em japonês:  石井 庄八, Tóquio, 20 de setembro de 1926 — ?, 4 de janeiro de 1980) foi um lutador de luta livre japonês.

## Carreira
Foi vencedor da medalha de ouro na categoria de 52-57 kg em Helsínquia 1952.